# Horoszczyce
Horoszczyce (prononciation : [xɔrɔʂˈt͡ʂɨt͡sɛ]) est un village polonais de la gmina de Dołhobyczów dans le powiat de Hrubieszów de la voïvodie de Lublin dans l'est de la Pologne, à la frontière avec l'Ukraine.
Il se situe à environ 4 kilomètres au sud-ouest de Dołhobyczów (siège de la gmina), 30 kilomètres au sud de Hrubieszów (siège du powiat) et 126 kilomètres au sud-est de Lublin (capitale de la voïvodie).
Le village comptait approximativement une population de 120 habitants en 2006.

## Histoire
De 1975 à 1998, le village est attaché administrativement à la voïvodie de Zamość.

Depuis 1999, il fait partie de la voïvodie de Lublin.